# Thorvald Stauning
Thorvald Stauning (Copenaghen, 26 ottobre 1873 – 3 maggio 1942) è stato un politico danese, esponente del partito socialdemocratico e primo ministro della Danimarca dal 1924 al 1926 e dal 1929 fino alla sua morte nel 1942.
Attivo nel settore sindacale già a partire dal 1896 entra in Parlamento (Folketinget) nel 1906. Nel 1910 viene eletto presidente del Partito socialdemocratico, carica che mantenne per quasi trent'anni fino al 1939.
Partecipò al secondo gabinetto di Carl Theodor Zahle come ministro senza portafoglio e nel 1924 fu nominato primo ministro a capo di un governo di minoranza. Durante questo primo, breve, governo totalmente socialdemocratico, Nina Bang venne ministro dell'Educazione, la prima donna nel mondo a ricoprire tale carica.
Nel 1929 Stauning tornò alla guida del Paese alla testa di una coalizione tra socialdemocratici e social-liberali (Det Radikale Venstre). Durante questo periodo la Danimarca sviluppò un Welfare State particolarmente efficace.
Nel gennaio 1933 Stauning fu protagonista dell'accordo di Kanslergade con il partito liberale (Venstre) in seguito al quale vennero introdotte importantissime riforme strutturali nel Paese: estensione dei sussidi all'agricoltura, riforme del sistema legislativo e amministrativo e introduzione di nuove forme di protezione sociale.
Dopo essere riuscito ad essere eletto per tre volte di fila (nel 1932, nel 1935 e nel 1939), Stauning non fu in grado di far approvare un progetto di riforma della costituzione nel verrà bocciato nel 1939 da un referendum.
Dopo lo scoppio della seconda guerra mondiale, il 9 aprile 1940 la Danimarca venne occupata della Germania nazista (con la cosiddetta operazione Weserübung). Il re Cristiano X ed il governo ordinarono di non resistere all'invasione.